# 王惠群
王惠群（1971年—），广东汕头人，汉族，中华人民共和国政治人物、第十二届全国人民代表大会广东地区代表。
毕业于香港浸会大学工商管理。2013年，担任全国人大代表。